# Bertoldo di Garsten
Bertoldo di Garsten (1060 – Garsten, 27 luglio 1142) fu un monaco e poi abate tedesco. È venerato come santo dalla Chiesa cattolica.

## Biografia
Nacque da nobile famiglia tedesca e si fece presto monaco benedettino nel monastero di San Biagio di Golwin costruito nella Foresta Nera.
Divenuto abate dell'abbazia di Garsten, riuscì con il suo impulso a migliorarla e ad espanderla molto.
Fin dalla sua morte fu particolarmente venerato e il suo culto venne ufficialmente sancito dal 1236 con un editto del vescovo di Passavia.
Il suo culto è stato confermato dal papa Paolo VI nel 1970.